# Büsum
Büsum è un comune di 4 876 abitanti dello Schleswig-Holstein, in Germania.

Appartiene al circondario (Kreis) del Dithmarschen (targa HEI) ed è capoluogo della Comunità amministrativa (Amt) di Büsum-Wesselburen.

## Geografia fisica
Büsum si trova nella parte centro-settentrionale del circondario, affacciata sul Mare del Nord.

## Storia
Fino a 400 anni fa, Busum si trovava su un isolotto, in mezzo a quello che viene chiamato Wattenmeer, un territorio ora prosciugato, al di sotto del livello del mare. Verso la fine del XVI secolo, il naturale innalzamento del terreno ha provocato il ricongiungimento alla terraferma.

## Economia
Le principali attività economiche sono costituite dalla pesca e al turismo.
Quest'ultimo si è sviluppato a partire dalla seconda metà del 1800 e riguarda in particolare lo sfruttamento delle risorse termali, con moderni impianti di talassoterapia.

## Caratteristiche
Una parte del porto è rimasta immutata dal 1720. Qui si trova anche l'unico faro del Dithmarschen, dalle caratteristiche righe bianche e rosse, costruito nel 1913 e tutelato come bene nazionale. 
La chiesa di St. Clemens, costruita nel XV secolo, si segnala per un bel fonte battesimale in bronzo, risalente al XIII secolo, donato dal pirata Cord Widderich che l'aveva trafugato sull'isola Pellworm. 
La cittadina ospita inoltre un Museo del mare “Museum am Meer”, dedicato alla pesca nel Mare del Nord e alla lavorazione dei granchi.

## Amministrazione

### Gemellaggi
- Camaret-sur-Mer, dal 1966[senza fonte]
- Kühlungsborn[senza fonte]